# SPG-9
SPG-9 (denumire în limba română AG-9, aruncătorul de grenade 9) este un tun fără recul de calibrul 73 mm, montat pe afet trepied, dezvoltat în Uniunea Sovietică. Având o mare mobilitate în teren, AG-9 poate lansa grenade antitanc (folosind lovitura cumulativă) sau explozive (folosind lovitura cu bombă explozivă din oțel) similare proiectilelor tunului de calibrul 73 mm 2A28 Grom folosit de mașina de luptă a infanteriei BMP-1. Arma a intrat în dotarea trupelor sovietice în anul 1962, înlocuind modelul depășit B-10.

## Descriere

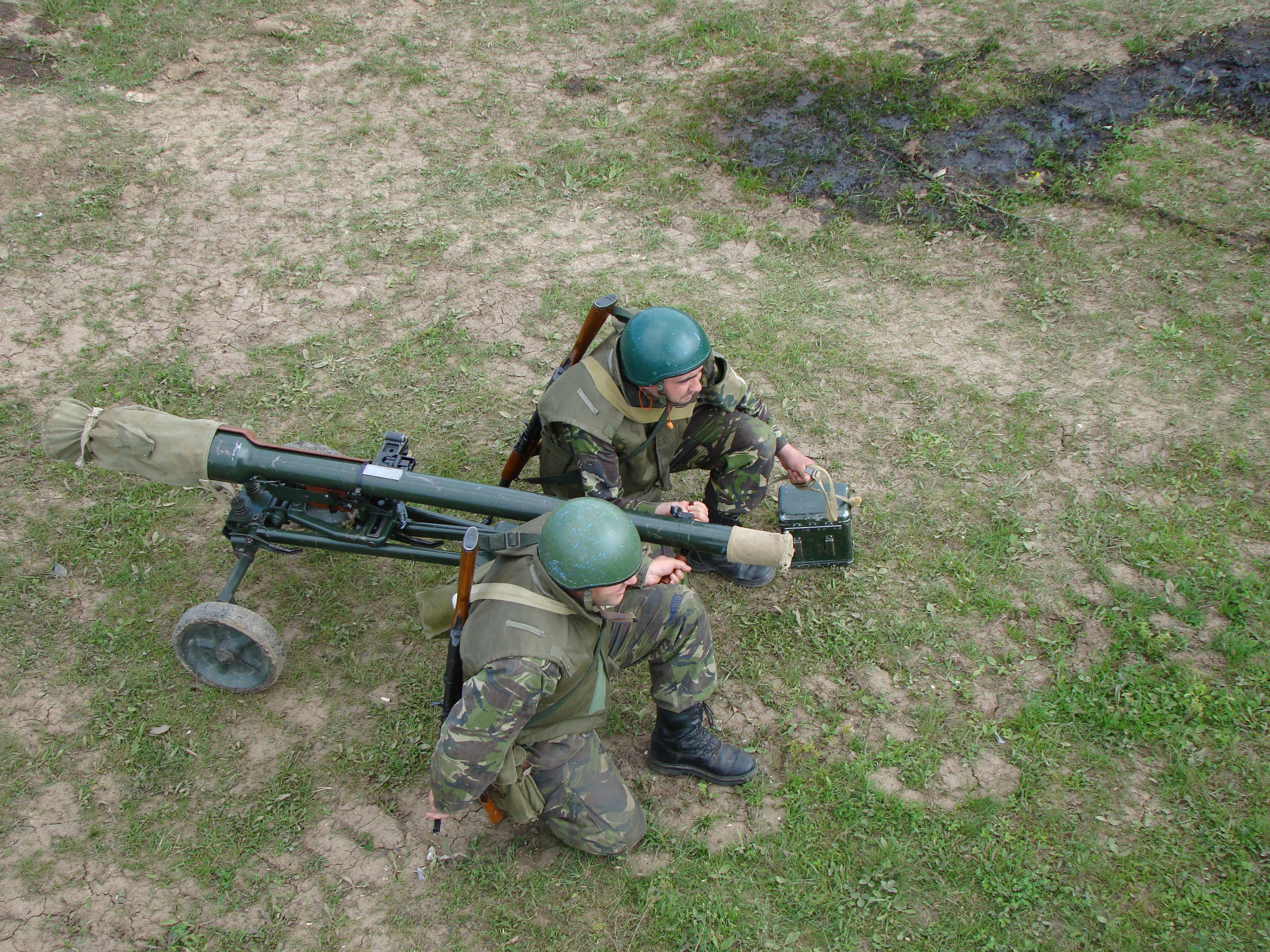
AG-9M pe tren rulor și cei doi servanți.

Aruncătorul de grenade are țeava lisă. Proiectilul este lansat din țeavă cu ajutorul unei mici încărcături de azvârlire. Aprinderea acesteia este realizată electric. Viteza inițială a grenadei este de 250-400 de metri pe secundă. După aproximativ 15-30 de metri de la gura țevii, proiectilul este propulsat cu ajutorul motorului rachetă intern cu combustibil solid, atingând viteza de 700 de metri pe secundă. Proiectilele sunt stabilizate pe traiectorie cu ajutorul unui ampenaj, asigurând o mișcare lentă de rotație până la țintă.
AG-9 este o armă cu o mare mobilitate și un profil redus pe câmpul de luptă. La nevoie poate fi transportată pe distanțe mici de doar doi oameni, însă de obicei este tractată cu ajutorul unui tren rulor cu două roți mici de către vehicule cu tracțiune integrală. Varianta cu tren rulor este denumită SPG-9D, fiind destinată inițial trupelor aeropurtate. SPG-9 a fost asimilată de către industria locală de armament începând cu anii 1970 sub denumirea AG-9. În prezent, aruncătorul AG-9 este fabricat de către uzina Carfil din Brașov în varianta modernizată AG-9M, cu mânere de transport amplasate în partea din față a țevii și cele două roți pentru afet. Capacitate de perforare a loviturii cumulative (cu greutatea de 4,4 kilograme) este de aproximativ 400 de milimetri.
AG-9 este o armă antitanc cu un design relativ învechit. Principalul dezavantaj al aruncătorului este jetul de gaze care apare în spatele țevii în momentul lansării proiectilului.  Acest dezavantaj este specific tunurilor fără recul. În cazul luptelor antitanc, servanții trebuie să schimbe poziția de tragere după fiecare lovitură, poziția lor fiind ușor de observat din cauza norului de praf și fum rezultat după darea focului. Cu toate acestea, din cauza mobilității, profilului redus și puterii de foc, AG-9 este în dotarea mai multor armate din lume.

## Utilizare în România
AG-9 a înlocuit aruncătoarele B-10 (calibrul 82 mm) și B-11 (calibrul 107 mm) din dotarea armatei române. În anii 1980 a fost introdus în dotarea companiilor antitanc din cadrul batalioanelor de infanterie, vânători de munte și parașutiști. Aruncătoarele AG-9 erau repartizate și companiei antitanc a regimentelor de parașutiști (câte trei plutoane cu nouă aruncătoare fiecare). În prezent, AG-9 este folosit și ca artilerie ușoară de către unitățile de vânători de munte.
Pentru o mobilitate superioară, aruncătorul a fost montat și pe vehiculul ARO 24 cu motor diesel. Vehiculul avea câte 12 lovituri cumulative și explozive (din oțel), un echipaj format din patru persoane, rezervor de 95 de litri, un consum de 11 litri/100 kilometri la viteza de 70 km/h, puterea maximă de 68 cp la 3200 rpm, viteza maximă de 70/40/25 km/h pe șosele/drumuri/teren accidentat, masa de 2,65 tone și o autonomie de 870 kilometri.  
Începând cu aprilie 2022, ROMARM va începe producția de proiectile termobarice pentru AG-9.

## Utilizatori
- Afghanistan
- Armenia
- Belarus
- Bulgaria: SPG-9DNM
- Cuba
- Egipt
- Georgia
- Iran: SPG-9
- Irak
- Libia
- Nepal
- Polonia

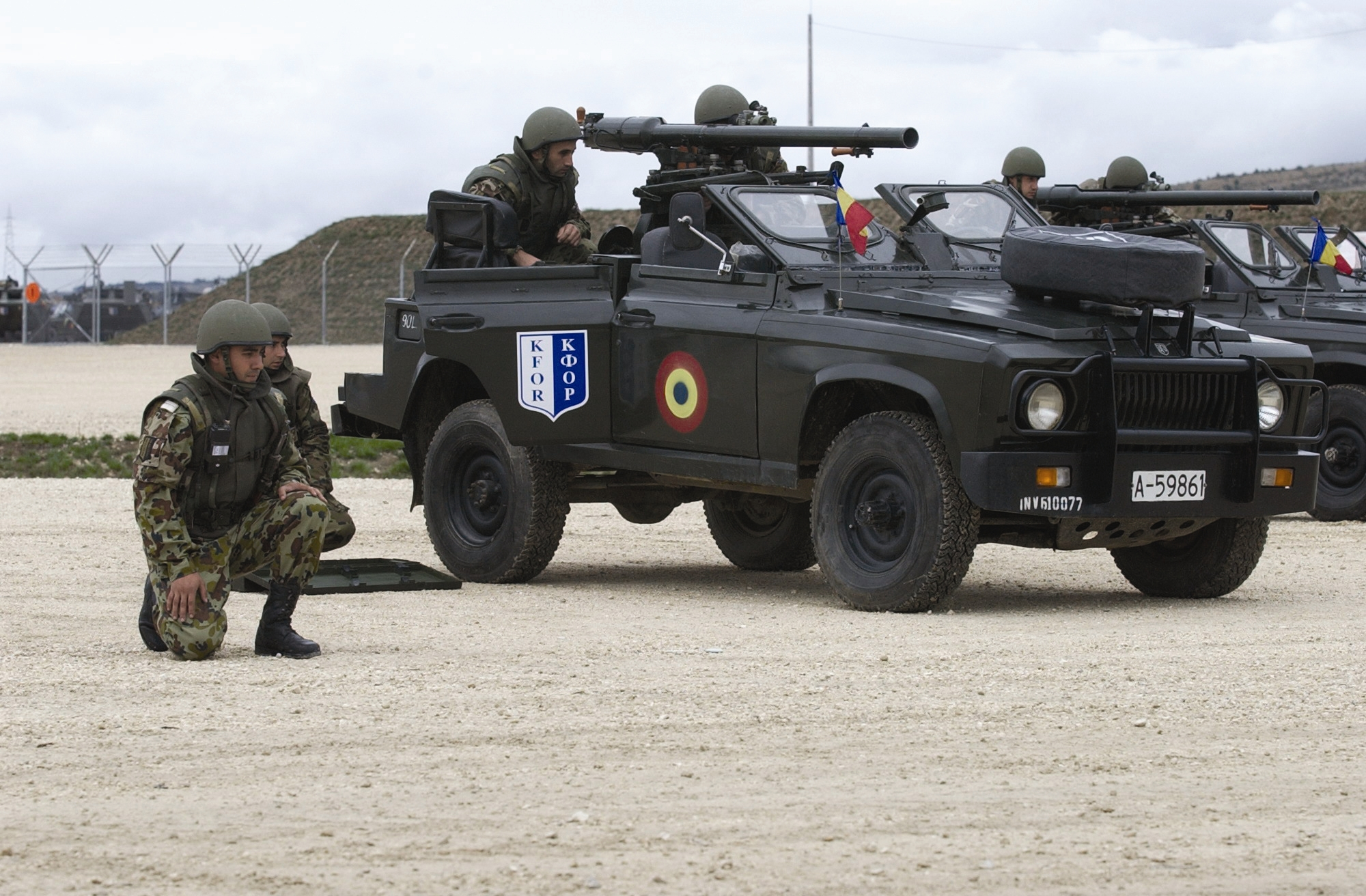
AG-9 montate pe ARO 24 în cadrul misiuni KFOR a armatei române în Kosovo.

- România: AG-9, fabricat sub licență în prezent de către SC. Carfil SA din Brașov, subsidiară ROMARM
- Uniunea Sovietică
- Sudan